# George Quaade
George Joachim Quaade, född den 30 augusti 1813 i Helsingör, död den 7 april 1889 i Köpenhamn, var en dansk diplomat.
George Quaade blev student 1831, cand. jur. 1836, kanslist i utrikesdepartementet 1838 och expeditionssekreterare 1848. Vid utrikesministeriets omorganisation 1856 blev han chef for andra politiska avdelningen. I mars 1860 blev han sändebud i Bryssel och Haag, men förflyttades samma år till Berlin, där han förblev under de besvärliga åren före tysk-danska kriget.
I januari 1864 övertog han utrikesministerposten i ministären Monrad och deltog i april–juni tillsammans med Krieger i Londonkonferensen. I ministären Bluhme blev han minister utan portfölj, men sändes snart därefter som förhandlare till Wien, där han tillsammans med Heinrich Kauffmann undertecknade fredsavtalet den 30 oktober 1864.
Han  ackrediterades som sändebud i Berlin i maj 1865. Han hoppades utan tvivel här, att det skulle lyckes att genom direkta förhandlingar med Preussen återvinna den väsentligen danska delen av Nordslesvig, men blev besviken, och Bismarcks upphävande av Pragfredens artikel 5 blev för Quaade ett hårt slag. År 1884 tog han sitt avsked.